# زمین تخت

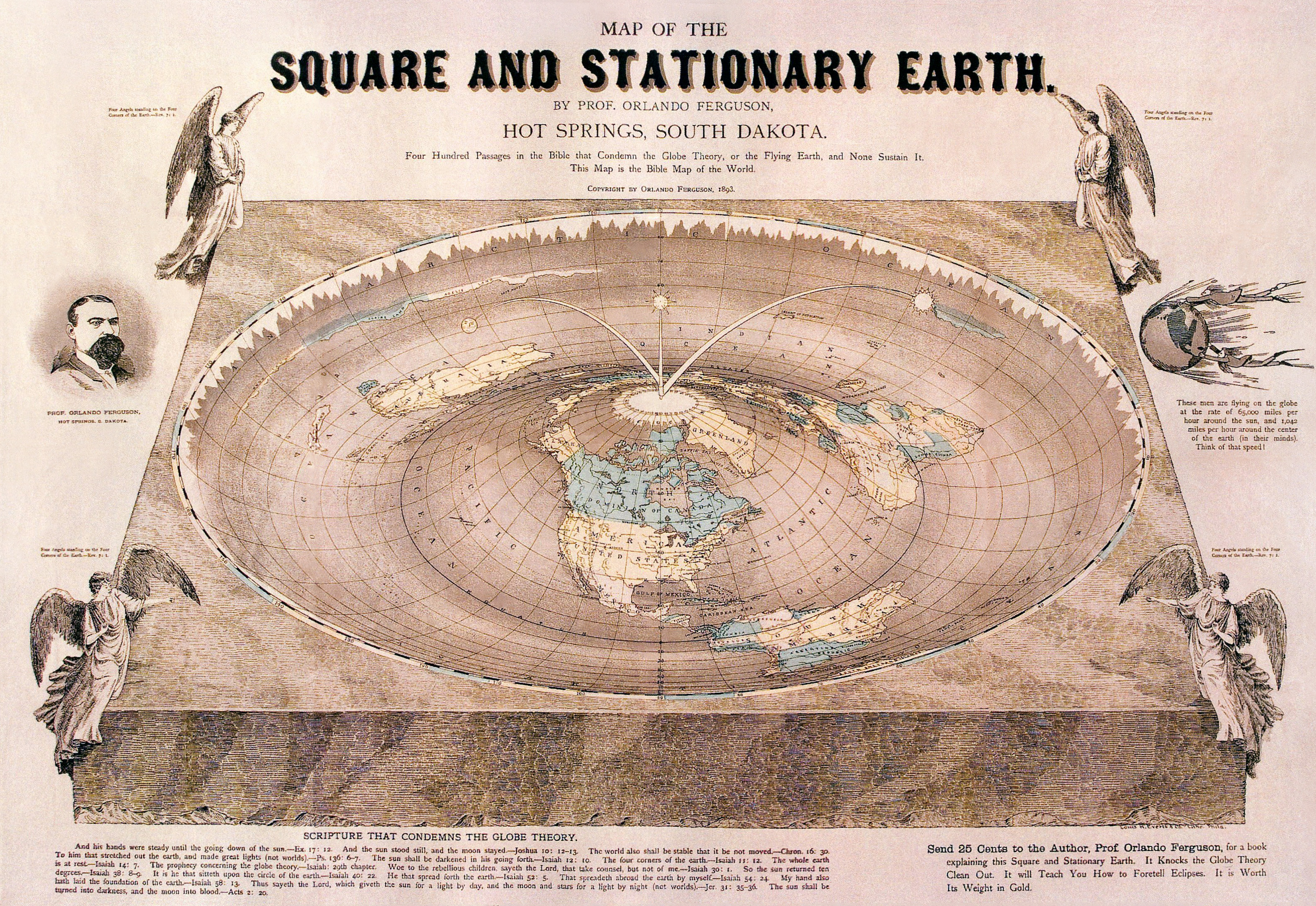
نقشه زمین تخت که توسط اورلاندو فرگوسن در سال ۱۸۹۳ ترسیم شده است. این نقشه شامل چندین ارجاع به متون کتاب مقدس و همچنین ردیه‌های مختلفی بر «نظریه کره جغرافیایی» است.

زمین تخت، یک باور کهنه مبتنی بر شبه علم و از نظر علمی رد شده دربارهٔ شکل زمین به صورت یک صفحه یا قرص است. بسیاری از تمدن‌های باستانی، به‌ویژه در خاور نزدیک باستان، به کیهان‌نگاری زمین تخت معتقد بودند. این نظریه در قرن بیست و یکم به‌عنوان یک تئوری توطئه دوباره مورد توجه قرار گرفته است.
ایدهٔ زمین کروی برای نخستین‌بار در فلسفهٔ یونان باستان و با فیثاغورس (سدهٔ ششم پیش از میلاد) مطرح شد. با این حال، دیدگاه کیهان‌شناختی اولیهٔ یونانیان دربارهٔ زمین تخت، در میان بیشتر فیلسوفان پیشاسقراطی (سدهٔ ششم تا پنجم پیش از میلاد) همچنان رواج داشت. در اوایل سدهٔ چهارم پیش از میلاد، افلاطون دربارهٔ زمین کروی نوشت. تا حدود سال ۳۳۰ پیش از میلاد، شاگرد پیشین او، ارسطو، شواهد تجربی قوی‌ای برای زمین کروی ارائه داد. آگاهی از شکل کروی زمین به‌تدریج فراتر از جهان هلنیستی گسترش یافت. در اوایل دوران کلیسای مسیحی، دیدگاه زمین کروی به‌طور گسترده پذیرفته شده بود، هرچند برخی استثناهای قابل توجه وجود داشت. در مقابل، دانشمندان چینی باستان همواره زمین را تخت توصیف می‌کردند و این باور تا زمان برخوردشان با مبلغان یسوعی در قرن هفدهم بدون تغییر باقی ماند. باور رایج مبنی بر اینکه اروپایی‌های قرون وسطی عموماً فکر می‌کردند زمین تخت است، افسانه‌ای تاریخی است. این افسانه در قرن هفدهم توسط پروتستان‌ها ساخته شد تا با آموزه‌های کاتولیکی مخالفت کنند. عالمان سنت‌گرای مسلمان نیز بر تخت بودن زمین تأکید داشتند، با این حال از قرن نهم میلادی به بعد، بیشتر دانشمندان مسلمان به زمین کروی اعتقاد پیدا کردند.
با وجود واقعیت‌های علمی و شواهد آشکار از کروی بودن زمین، نظریه‌های توطئه‌ زمین تخت که ماهیتی شبه‌علمی دارند، همچنان پابرجا هستند. از دههٔ ۲۰۱۰ میلادی، باور به زمین تخت افزایش یافته است؛ هم از طریق عضویت در انجمن‌های نوین زمین تخت، و هم در میان افرادی که به صورت مستقل از طریق رسانه‌های اجتماعی این باور را گسترش می‌دهند. طبق مطالعه‌ای که در سال ۲۰۱۸ توسط ساینتیفیک امریکن گزارش شد، تنها ۸۲٪ از آمریکایی‌های ۱۸ تا ۲۴ ساله با این جمله موافق بودند: «من همیشه باور داشته‌ام که زمین گرد است.» با این حال، باور قاطع به زمین تخت نادر است و در تمام گروه‌های سنی، میزان پذیرش آن کمتر از ۲٪ گزارش شده است.

## دلیل تصور زمین تخت
افراد وقتی در قایقی درمیان دریا قرار می‌گرفتند، سطح آب‌های اطراف خود را که فاصله خیلی زیاد از آن‌ها نداشت، مسطح می‌دیدند و آسمان را به صورت کاسه وارونه‌ای می‌دیدند که روی آب‌ها را پوشانده. امروزه، زمین تخت گرایان هم آسمان را به شکل یک کاسه یا نیم دایرهٔ وارونه می‌دانند و به آن گنبد آسمان می‌گویند، که در پشت آن ستاره‌ها به همراه ماه و خورشید و آب وجود دارد. انسان های باستان بارش باران را دلیلی بر وجود اقیانوسی از آب در بالای گنبد آسمان میدانستند که با وقوع رعد و برق ترک خورده و آب های آن به سطح زمین میریزد؛ عده ای از زمین تخت گرایان خورشید و ماه را داخل گنبد می‌دانند و عده‌ای آن را بیرون از آن می‌دانند، اما این دو گروه در عمده و بقیهٔ قوانین تفکر زمین تخت تفاهم دارند و موافق هستند.
خطی که آسمان و آب را به هم وصل می‌کرد افق نامیده‌اند. در دیدگاه زمین تخت گرایان، دلیل صاف بودن افق این است که زمین صاف است و آب دریاها که روی سطح زمین قرار گرفته است هم، به همین دلیل صاف است و طرفداران این تفکر، دلیل اینکه در لیوان یا در هر جسمی با کف غیر صاف سطح آب تغییر نمی‌کند و صاف می‌ماند را این دانسته‌اند که سطح زمین صاف است و گرانش از سطحی صاف آب را جذب می‌کند.

## تاریخچه

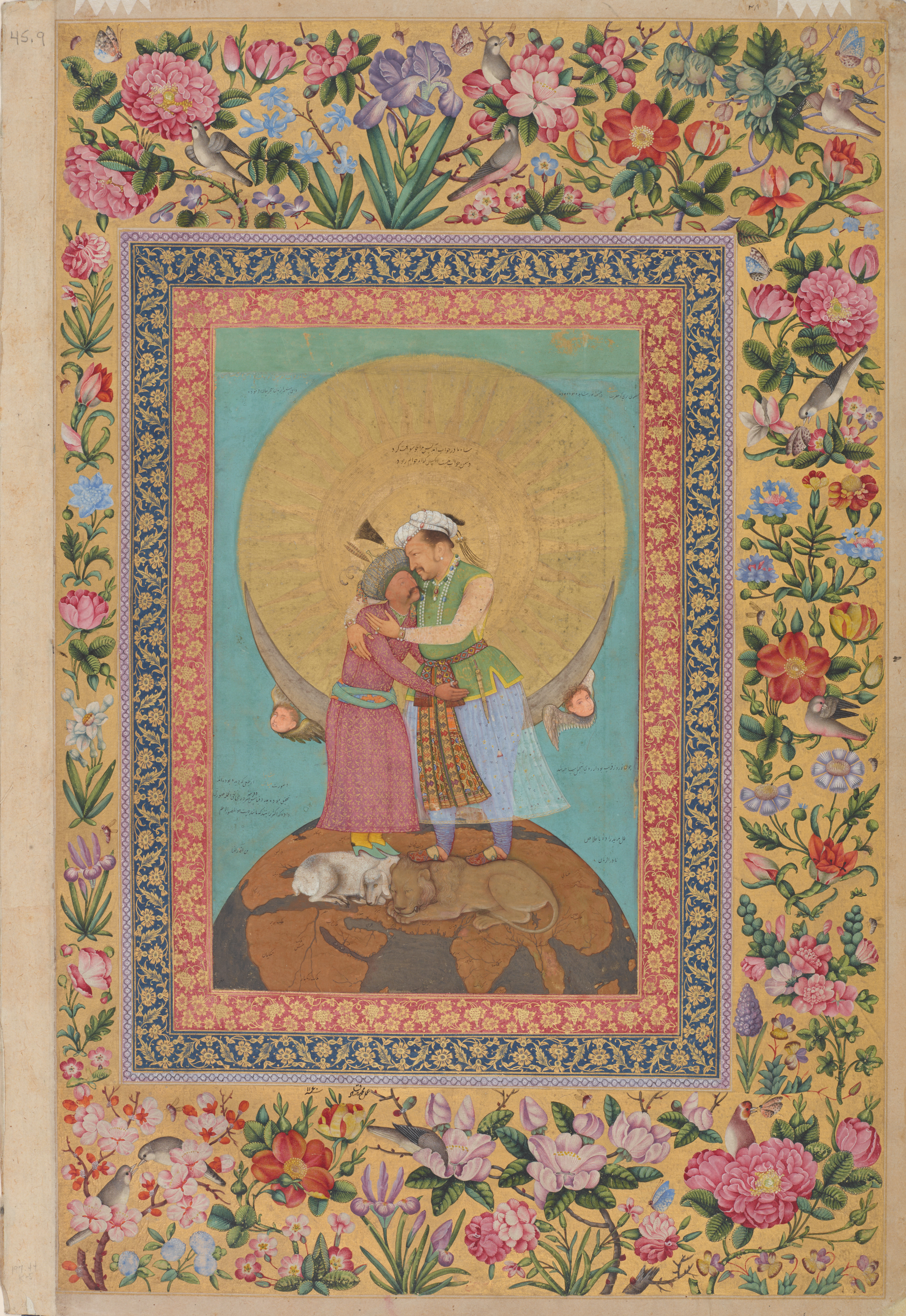
نقاشیِ هم‌آغوشی جهانگیرشاه و شاه عباس یکم به نگارندگی ابوالحسنِ هندی که زمین را گِرد و کروی کشیده است (قرن ۱۷ میلادی).

عده‌ای می‌گفتند که خورشید ارابه طلایی شعله‌ور است که اسب‌های جادویی و پرنده آن را در آسمان می‌کشیدند، و صبح‌ها خدای خورشید در مشرق سوار ارابه می‌شود، او و اسب‌هایش به آسمان صعود کرده و هنگام غروب به پایان غربی زمین می‌رسند. در تاریکی شب در حالی که از ارابه طلایی شعله ورش هیچ نوری به چشم نمی‌خورد، به مشرق برمی‌گردد. با وجود داشتن چنین عقیده‌ای که زمین را تخت فرض می‌کردند، باز هم پرسش‌هایی در ذهنشان نقش می‌بست از جمله اگر زمین صافی داریم عمق آنچه اندازه است؟ آیا می‌توان با حفر یک چاه به پایان زمین رسید؟ چرا زمین به پایین نمی‌افتد؟ در توجیه این پرسش‌ها هندی‌ها عقیده داشتند که زمین بر پشت فیل‌های بزرگی قرار گرفته که این امر مانع پایین افتادن زمین می‌شود، و خود فیل‌ها هم بر پشت یک لاک‌پشت غول آسا ایستاده‌اند و لاک‌پشت هم درون یک اقیانوس پهناور شناور است، باز سوالات جدیدی پیش می‌آمد که عمق این اقیانوس چه قدر است؟ پایان آن کجا است؟ بزرگی آنچه اندازه است؟ بنابراین گرچه زمین صاف یا تخت بود اما پذیرفتن آن چندان هم کار آسانی نبود.
یونانیانی بودند که ۲۵۰۰ سال پیش در سواحل دریای مدیترانه زندگی می‌کردند. یکی از این افراد مردی به نام آناکسیماندر به جای قبول این عقاید شب‌ها به آسمان نگاه می‌کرد و از خودش می‌پرسید: واقعاً چه چیزهایی را دارد می‌بیند؟ او ستاره‌هایی را می‌دید که به نظر می‌رسید در طی شب از یک طرف آسمان به طرف دیگر آن سفر می‌کنند. فقط یک ستاره حرکت نمی‌کرد و آن ستاره شمال بود و در تمام طول شب این ستاره درجای خود و در قسمت شمالی آسمان ثابت می‌ماند. او مشاهده می‌کرد که ستارگان دیگر بر روی دایره‌هایی به دور ستاره شمال حرکت می‌کنند. ستاره‌های نزدیک بر روی دایره‌های کوچک و ستاره‌های دور دست بر روی دایره‌های بزرگ‌تری به دور ستاره شمال در حال گردش می‌باشند. برای آناکسیماندر مهم‌ترین مسئله دربارهٔ آسمان شب این بود که ستارگان برای حرکت خود مسیرهای داشتند. آن‌ها مثل دسته‌های زنبور نبودند که هر کدام مسیر نامشخصی را طی کنند. آناکسیماندر به این نتیجه رسید که آسمان مانند یک توپ یا کره بزرگ تو خالی است این توپ تو خالی دور یک خط یا محوری می‌چرخد یک سر این محور از محل ستاره شمال آغاز می‌شد و سر دیگرش پشت کره زمین قرار داشت. امروزه ستاره شمال یکی از دلایل اثبات تخت بودن زمین توسط زمین تخت گرایان است؛ آنها به این باور هستند که به این دلیل که ستاره شمال از بیشتر نقاط زمین قابل دیدن است، پس زمین تخت است و ستاره شمال به همراه قطب شمال در وسط آن قرار دارد، چرخش زمین نیز حول محور این ستاره و در مدار آن است.
آسمان هر روز به دور خودش می‌چرخید؛ ستارگان نیز که به گنبد آسمان چسبیده بودند همراه آن می‌چرخیدند. به نظر او دلیل حرکت ستارگان روی مسیر مشخص چیزی جز این نبود. خورشید و ماه نیز به آسمان چسبیده بودند و به این ترتیب طلوع و غروب می‌کردند. گرچه آسمان یک کره بزرگ و تو خالی بود اما باز هم زمین صاف و مسطح بود. آناکسیماندر فکر کرد زمین مثل تخته سنگی صاف است، که در مرکز کره آسمان قرار گرفته و مانند خطی از این سر تا آن سر کشیده شده است. اگر قبول کنیم که زمین به صورت تخته سنگی است در مرکز آسمان که از این سر به آن سر کشیده شده ما می‌توانستیم به جایی برسیم که آسمان با زمین تماس پیدا می‌کرد؛ و ما می‌توانستیم خودمان را به نقطه‌ای برسانیم که خورشید از آن‌جا طلوع می‌کند و حتی می‌توانستیم آن را لمس کنیم. آن‌ها حتی شکل مردی را کشیده بودند که به محل برخورد آسمان با زمین رسیده بود. این مرد در حالی نقاشی شده بود که سر خود را از آسمان بیرون آورده و به دستگاهی که سبب چرخش آسمان می‌شود نگاه می‌کند.

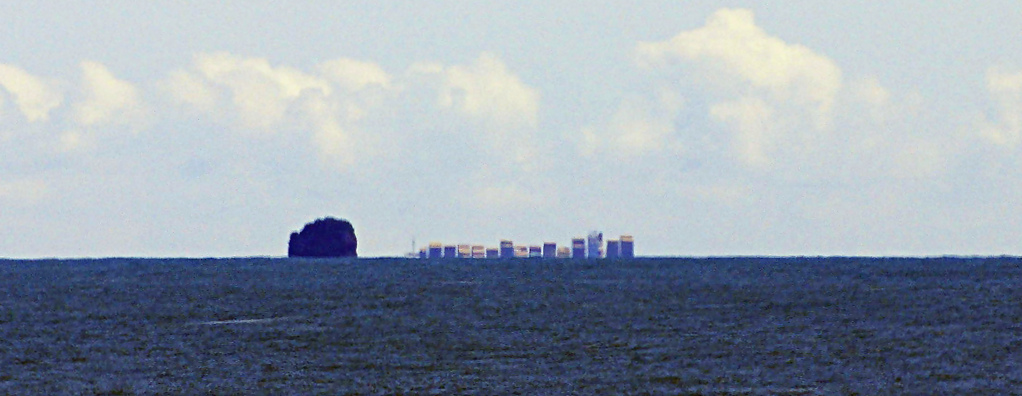
ارسطو همچنین دلیل می‌آورد که کشتیها در هر جهت که از ساحل دور شوند، ابتدا بدنه و سپس دکل آنها ناپدید می‌شود و این نشانه‌ای از کروی بودن زمین است.

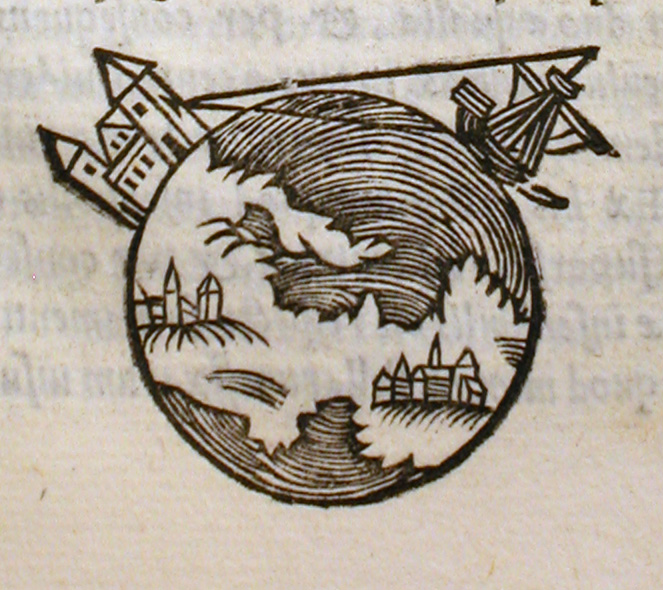
تصویری از ویرایش ۱۵۵۰ کتاب «روی کرهٔ جهان»، تأثیرگذارترین کتاب درسی نجوم اروپا در قرن سیزدهم.

در زمان‌های قدیم مردمان زیادی بودند که بنا به شغلی که داشتند باید به جاهای مختلف سفر می‌کردند. آن‌هایی‌که به شمال مسافرت می‌کردند شب‌ها متوجه تفاوت‌هایی در آسمان می‌شدند. بعضی از ستارگانی راکه آن‌ها در نزدیکی افق جنوب می‌دیدند هنگام مسافرت به شمال دیگر قادر به دیدنشان نبودند، اما هنگامی که به خانه و وطن خود برمی‌گشتند ستاره‌هایی را که قادر به دیدنشان نبودند در افق جنوبی دوباره مشاهده می‌کردند.
کسانی که به طرف جنوب سفر می‌کردند عکس این وضع را می‌دیدند. آن‌ها موقع حرکت به طرف جنوب ستاره‌هایی را در افق جنوب می‌دیدند که هرگز در محل زندگی خود ندیده بودند و هنگامی که به خانه بازمی‌گشتند دوباره این ستاره‌ها ناپدید می‌شدند. این وضع دربارهٔ افق شمال نیز صدق می‌کرد. ستاره‌هایی بودند که همراه چرخش آسمان در افق شمال فرومی‌رفتند به هنگام مسافرت به طرف شمال این ستاره‌ها دیگر در افق فرونمی‌رفتند و در جای خود باقی می‌ماندند. هنگام سفر به جنوب ستاره‌هایی که درست بالای افق شمال قرار داشتند، شروع به فرورفتن در افق می‌کردند. آن‌ها به این امر آگاهی یافتند که ستاره‌ها از همه نقاط زمین دیده نمی‌شدند بنابراین زمین نمی‌توانست صاف باشد. آناکسیماندر تصور می‌کرد شاید زمین به شکل یک قوطی حلبی یا یک استوانه باشد که در مرکز گنبد آسمان قرار گرفته است وقتی حرکت به طرف شمال شروع می‌شد حرکت بر روی یک مسیر منحنی بود و وقتی نگاه متوجه پشت سر می‌شد انحنای استوانه تعدادی از ستاره‌های سمت جنوب را می‌پوشاند؛ و اگر حرکت به طرف جنوب بود، باز هم حرکت در مسیر منحنی بود و هنگام نگاه به عقب استوانه تعدادی از ستاره‌های سمت شمال را از دید مخفی می‌کرد.

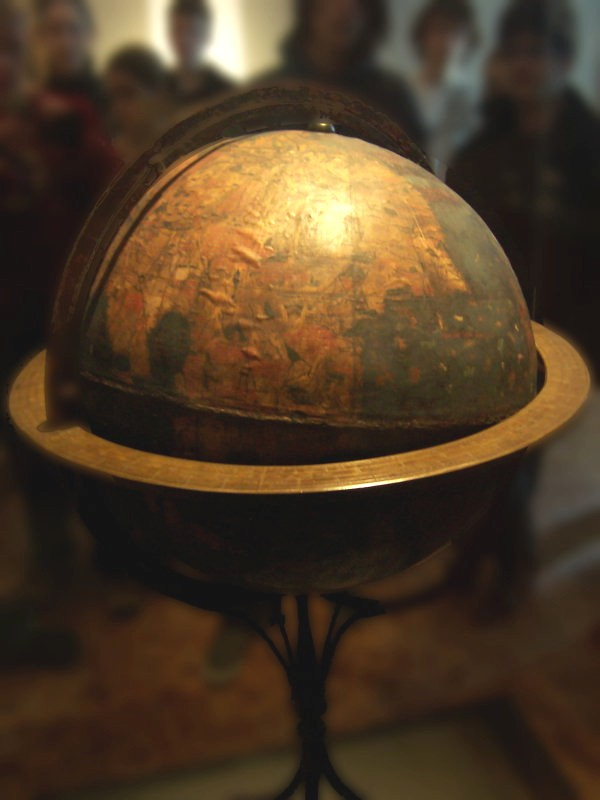
اِردآپفِل (آلمانی: سیب‌زمینی) ساخته‌شده توسط مارتین بیهایم در ۱۴۹۲، قدیمی‌ترین مدل کروی برجامانده از زمین است.

هنگام ماه گرفتگی سایه زمین بر روی سطح کره ماه قرار می‌گرفت و لبه سایه زمین شکل کروی داشت. مردمانی که در مناطق ساحلی زندگی می‌کردند، مشاهده می‌کردند که وقتی یک کشتی از ساحل دور می‌شود ابتدا بدنه کشتی از دید بیننده که در ساحل بود ناپدید می‌شد، ولی قسمت دکل کشتی هنوز دیده می‌شد؛ و با دور شدن کشتی کم‌کم دکل کشتی نیز از دید بیننده ناپدید می‌گشت. این پدیده دربارهٔ کشتی‌هایی که به ساحل نزدیک می‌شدند برعکس بود، یعنی ابتدا دکل کشتی دیده می‌شد سپس با نزدیک شدن کشتی به ساحل بدنه کشتی نیز پدیدار می‌گشت. این مشاهدات فکر مشاهده کنندگان به احتمال کروی بودن زمین را زیاد می‌کرد.
از دید عده ای دیدگاه زمین تخت از جهات بسیاری دچار نقص می‌باشد. به‌طور مثال در این نظریه جایی برای مفهوم گرانش و ذاتاً چهار نیروی اساسی فیزیک وجود ندارد.
همچنین در مورد توضیح علت شب و روز، ماه گرفتگی و خورشید گرفتگی، علت روشن بودن ماه و موارد بسیار دیگر توضیحاتی را ارئه می‌دهد که از دید دانشمندان قابل قبول نیست.
از دید علمی هرگاه قبول داشته باشیم که مفهومی به نام مفهوم جاذبه وجود داشته باشد، آنگاه پتانسیل گرانشی که به اجرام وارد می‌شود مدام باعث تحریک و حرکت اجرام می‌شود، تا اینکه به حالت تعادلی برسند که کمترین پتانسیل گرانشی به آن‌ها وارد شود، که این حالت تعادل به صورتی است که اجرام به شکل کره دربیایند. از دید طرفداران و پژوهشگران تفکر زمین‌تخت (توهم جاذبه) صرفاً به دلیل چگالی بیشترِ عموم اجسام نسبت به هوا است که باعث می‌شود آنها به پایین بیایند، و برخی اجسام و گازهایی که پایین نمی‌آیند و بالا می‌روند به دلیل چگالی کمتر این اتفاق برایشان رخ می‌دهد.
اما در مورد چگالی هوا اگر این مورد درست باشد پس باید گازهای تشکیل دهندهٔ هوا هم که چگالی متفاوتی دارند از هم جدا شوند و هر کدام در ارتفاع معینی از زمین قرار بگیرند؛ برای مثال دی‌اکسید کربن باید در سطح زمین جمع شود و اکسیژن بالاتر از آن جمع شود و دیگر گازهای تشکیل دهندهٔ هوا هم به همین صورت لایه لایه بر روی هم جمع شوند چرا که هر کدام چگالی متفاوتی دارند.

## برای مطالعهٔ بیشتر
- Fraser, Raymond (2007). When The Earth Was Flat: Remembering Leonard Cohen, Alden Nowlan, the Flat Earth Society, the King James monarchy hoax, the Montreal Story Tellers and other curious matters. Black Moss Press, شابک ‎۹۷۸−۰−۸۸۷۵۳−۴۳۹−۳